# Bolyphantes kilpisjaerviensis
Bolyphantes kilpisjaerviensis es una especie de araña araneomorfa del género Bolyphantes, familia Linyphiidae. Fue descrita científicamente por Palmgren en 1975.
Se distribuye por Finlandia. El cuerpo de la hembra mide aproximadamente 3,4 milímetros de longitud. El prosoma mide 1,40 milímetros.